# Грейт-Амерікан бол-парк
Грейт-Амерікан бол-парк (англ. Great American Ball Park) — бейсбольний стадіон в місті Цинциннаті, Огайо. Домашня арена команди Національної ліги MLB Цинциннаті Редс. Свою назву стадіон отримав від страхової компанії Great American, яка купила права на назву стадіону на 30 років за 75 мільйонів доларів.

## Історія
З 1970 року Цинциннаті Редс разом з іншою місцевою командою Бенгалс грали на стадіоні Riverfront Stadium. Ця арена була звичайним типовим стадіоном які зустрічались майже в кожному великому та середньому місті Америки. У 1990-х роках Редс та Бенгалс, усвідомлюючи що граючи одночасно разом на багатофункціональному Riverfront Stadium, вони не зможуть нормально конкурувати з багатшими клубами своїх ліг, прийшли до ідеї будівництва окремих стадіонів. На визначення місця для будівництва нової арени для Редс пішло близько одного року. Керівництво Редс розглядало два варіанти: перший Broadway Commons, який на думку керівників Редс мав занадто дорогу вартість землі, а другий місцина біля річки Огайо між Riverfront Stadium та US Bank Arena, що має назву “клин” (wedge), та належить округу Гамільтон. У 1996 році виборці округу Гамільтон підтримали підвищення податку з продажу на ½% задля фінансування побудови стадіонів для обох команд. Але на цьому дебати не закінчились. Власниця Цинциннаті Редс Мардж Шотт пригрозила перевезти команду до Північного Кентукі, якщо клуб не отримає кращі умови оренди ніж Бенгалс. Згодом міська влада та керівництво Редс все ж дійшли згоди і будівництво нової арени розпочалось 2 жовтня 2000 року. Відкриття відбулось 31 березня 2003.

## Особливості
- В районі між домашньою та третьою базами на центральних трибунах можна побачити проміжок (the Gap)  завширшки 35 футів (10.7 метрів) який дозволяє глядачам бачити не тільки річку Огайо а й на даунтаун міста.
- Іншою особливістю є дві димові труби розташовані трохи правіше від центр-філда, які нагадують труби пароплавів, що ходили річкою Огайо у XIX та на початку XX століття. Коли пітчер Редс робить страйк-аут вони вивергають вогонь, а коли домашня команда вибиває хоум-ран, або виграє матч, вони вистрілюють феєрверками.
- Річковий човен який стоїть за центр-філдом на річці Огайо, з якого глядачі можуть дивитись ігри Редс.
- В середині головних воріт стадіону можна знайти дві великі мозаїки[3] (16 на 10 футів), які зображують дві ключові ери в історії команди. Перша "The First Nine" зображує Ред Стокінгс яка у 1869 році стала першою професійною бейсбольною командою в історії, яка виграла свій перший сезон з результатом 57-0. Друга "The Great Eight" яка зображує “Велику Червону Машину” яка двічі поспіль виграла Світову Серію 1975 та 1976 років. Ці мозаїчні панелі було виготовлено з непрозорої скляної плитки виготовленої в Равенні, Італія.

## Розміри поля
- Left Field – 328 ft (100 m)
- Left-Center – 379 ft (116 m)
- Center Field – 404 ft (123 m)
- Right-Center – 370 ft (113 m)
- Right Field – 325 ft (99 m)
- Backstop – 55 ft (17 m)

## Фото

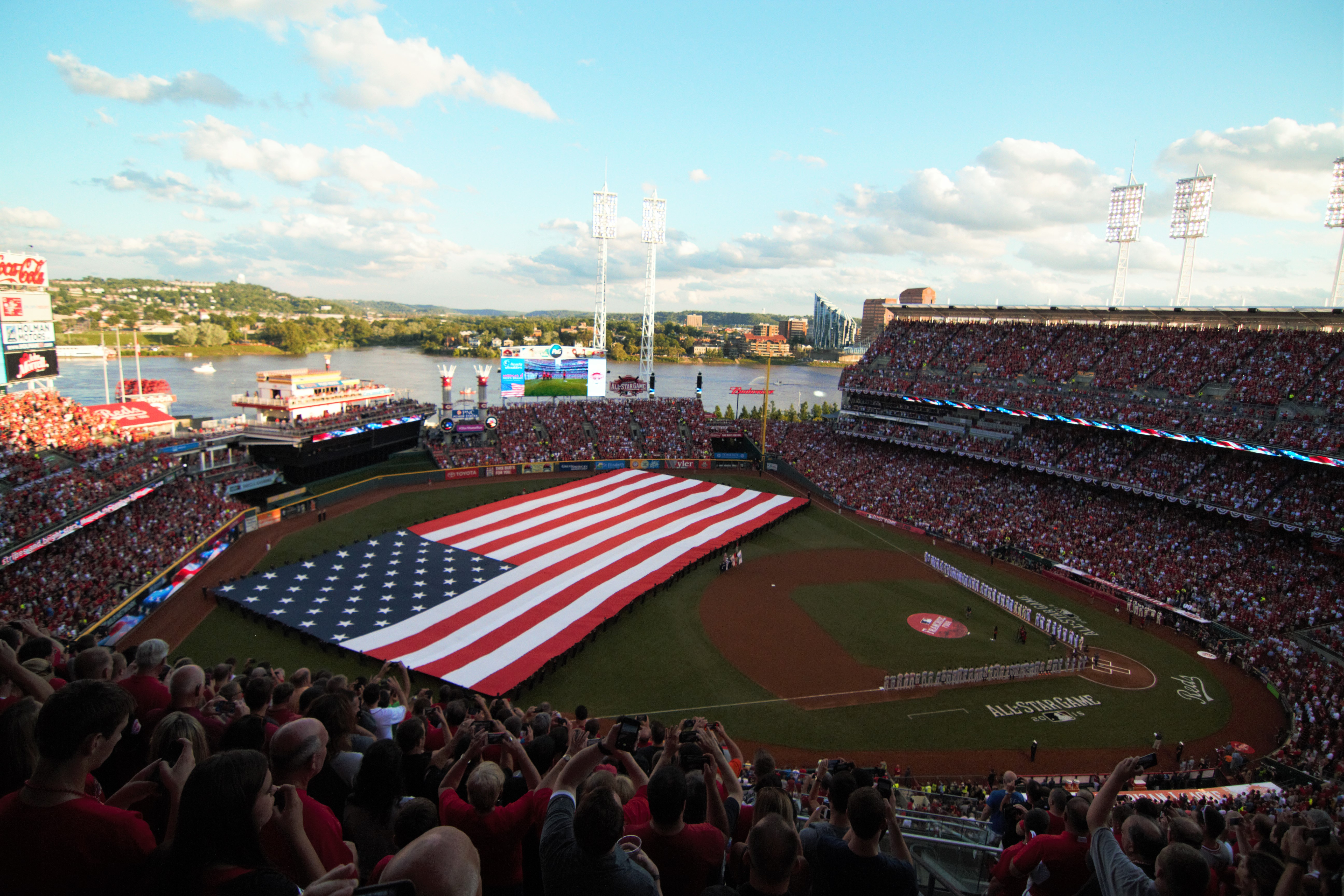

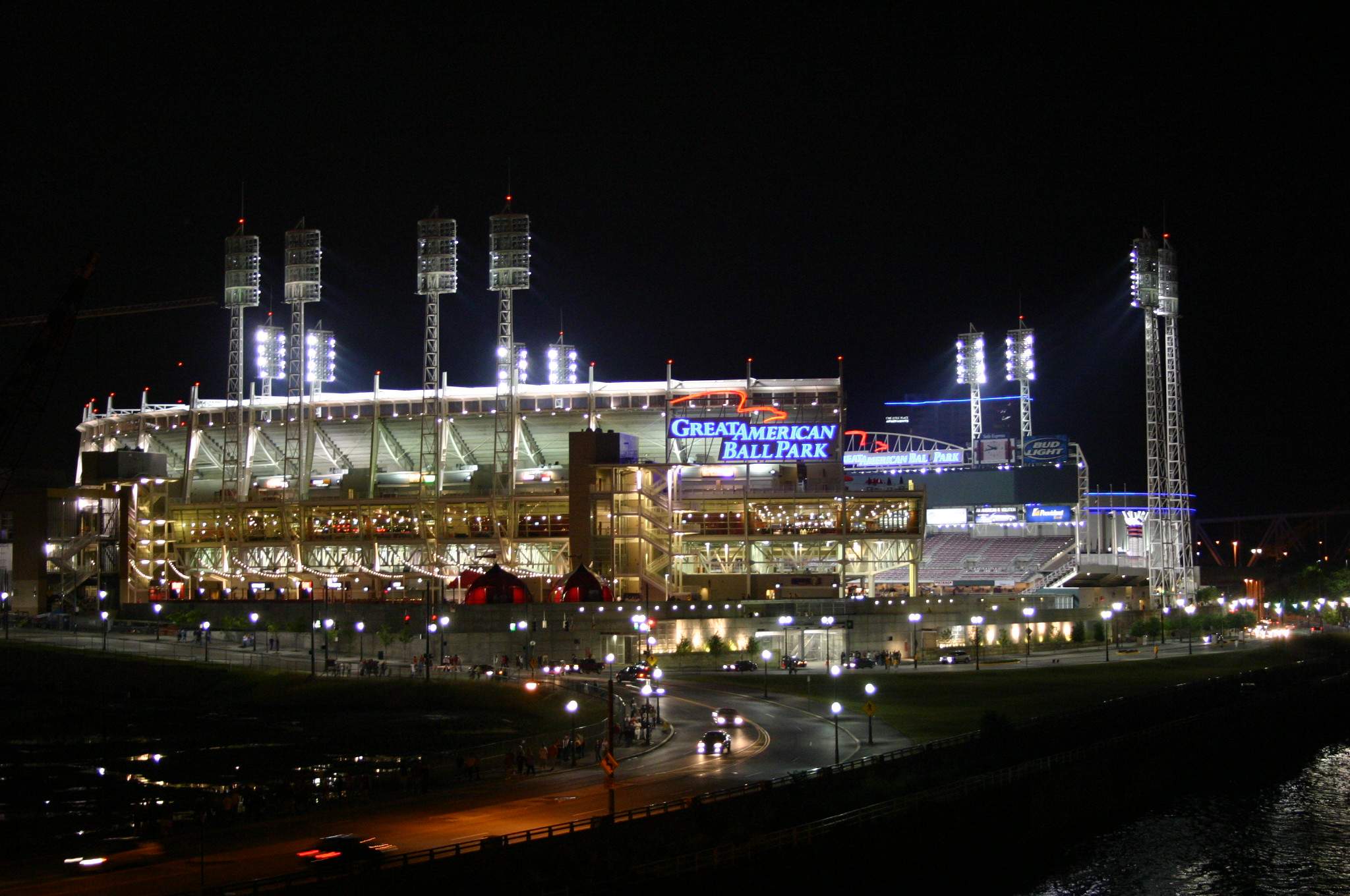
Екстер'єр стадіону
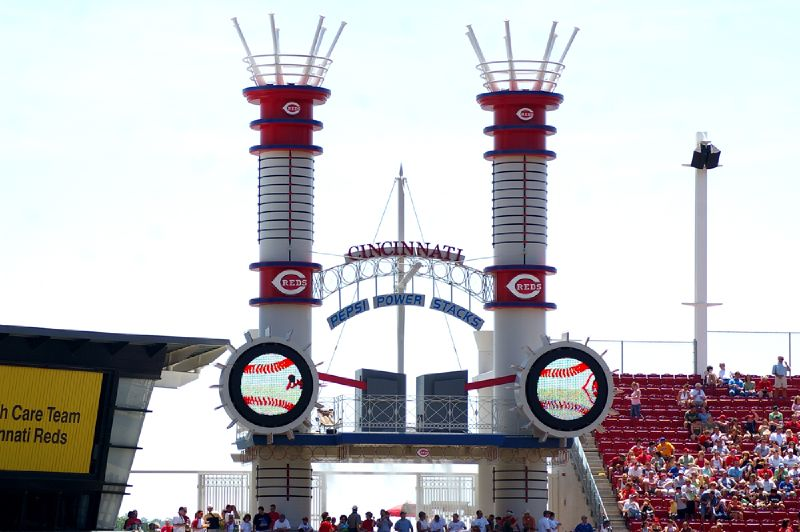
Димові труби
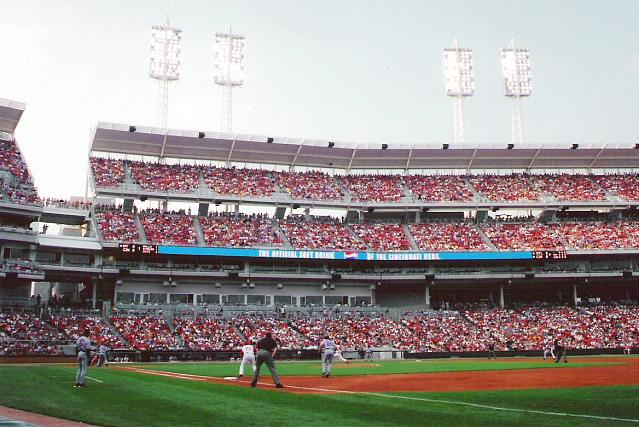
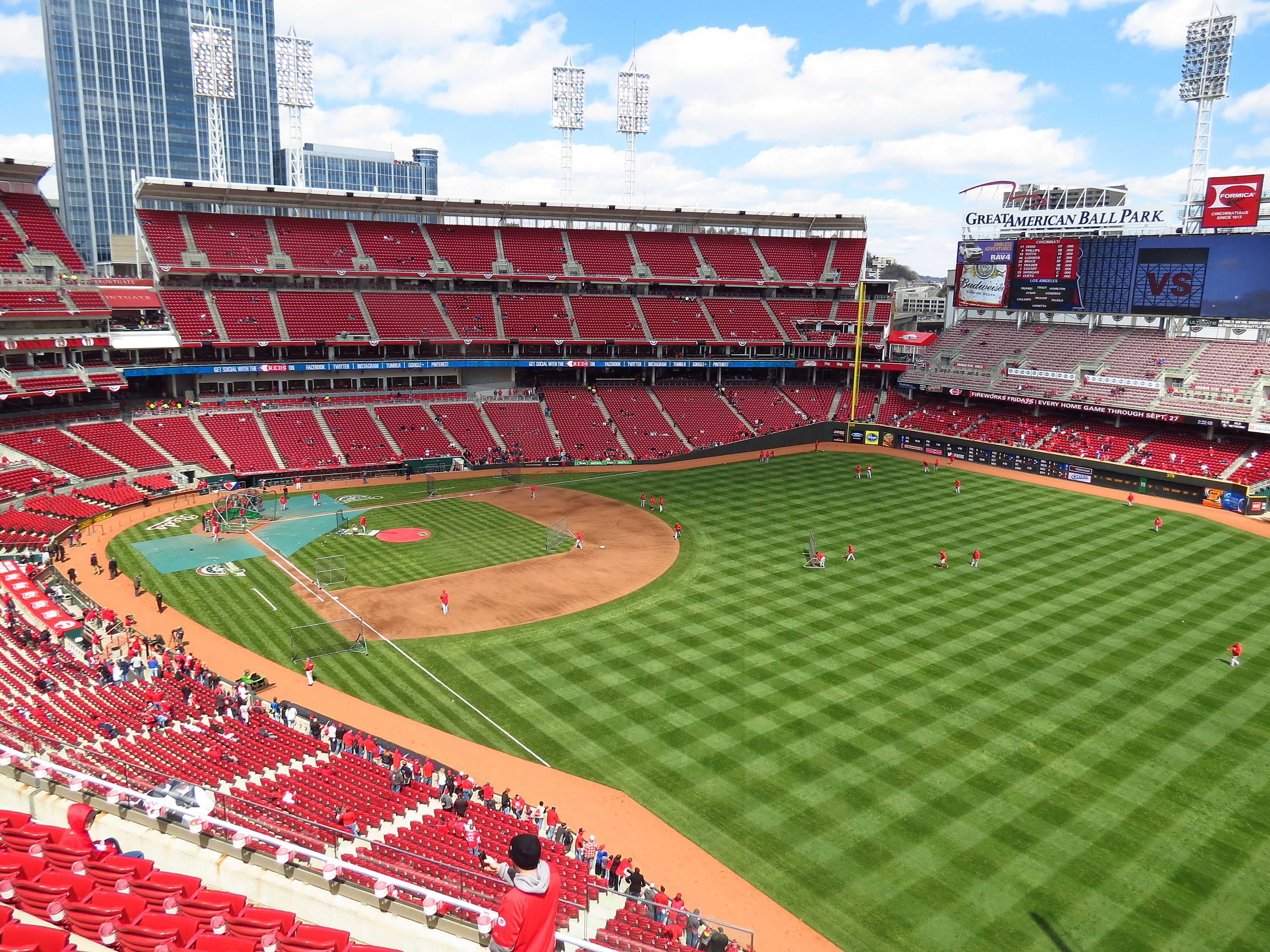